# Leerort
Leerort (Nederlands, verouderd: Leeroord) is een stadsdeel van Leer in Oost-Friesland, direct ten zuiden van het centrum van die stad. Oorspronkelijk was het een Nederlandse vesting op Duits grondgebied bij de monding van de Leda in de Eems. Tot een gemeentelijke herindeling in 1971 was Leerort een zelfstandige gemeente.

## Geschiedenis
Leerort heeft een belangrijke rol gespeeld in de geschiedenis van Oost-Friesland. In 1435 bouwde Hamburg hier de eerste versterking. In 1453 werd de vesting uitgebouwd door de graaf van Oost-Friesland.
In de Saksische Vete van 1514 - 1517 wisten de Oost-Friezen de vesting te houden in de strijd met troepen van de hertog van Brunswijk.
Vanaf 1611 werd het fort bemand door troepen van de Republiek die toen een grote invloed in Oost-Friesland had. Na het uitsterven van het Oost-Friese vorstenhuis in 1744 kwam het gebied aan Pruisen. De Nederlanders droegen de vesting toen over aan de Pruisen, die haar tussen 1754 en 1760 ontmantelden. In het landschap zijn er nog slechts enkele restanten van de versterking terug te vinden.

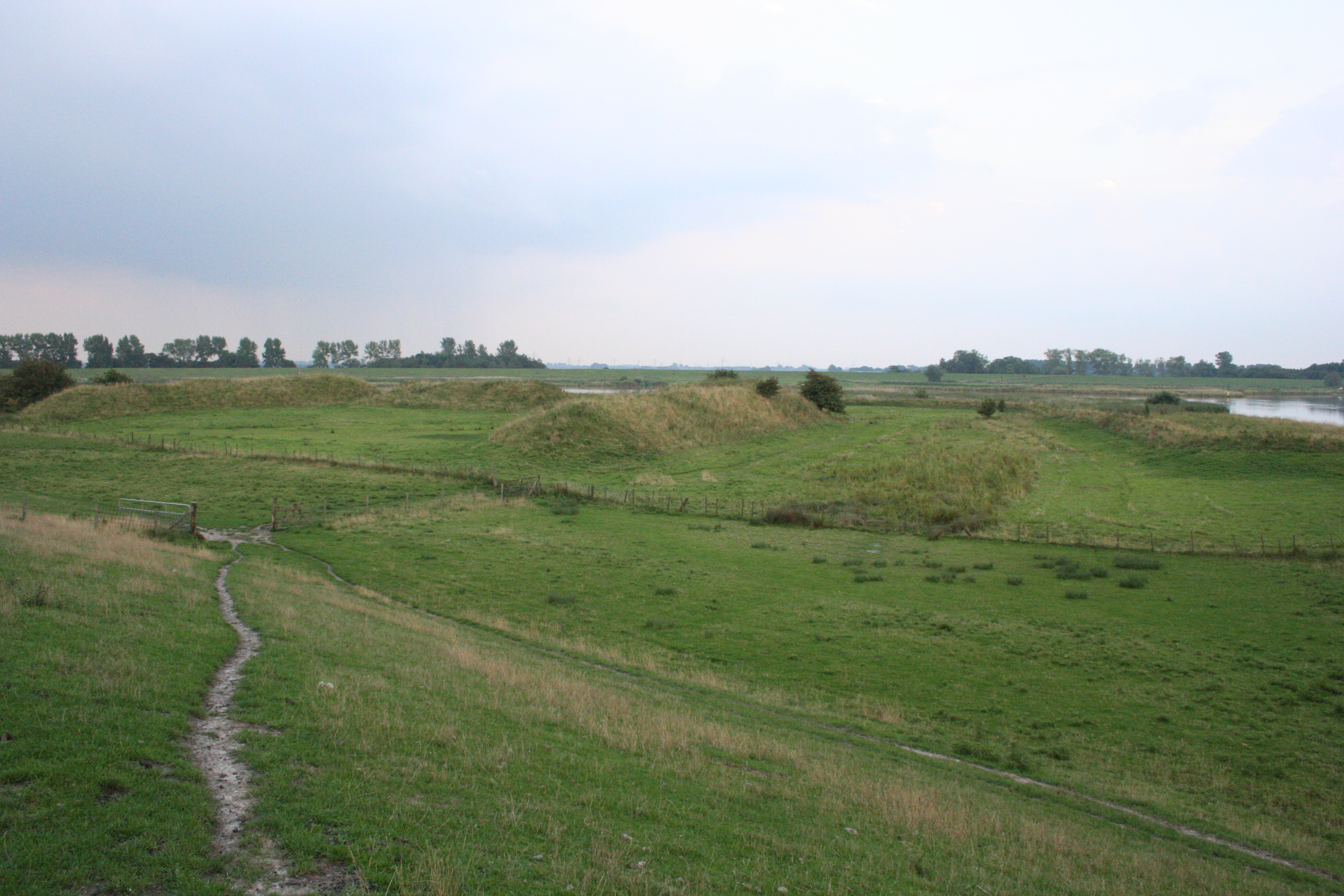
De overblijfselen van de vesting Leerort bij de monding van de Leda in de Eems